# Euclea (mitología)
En la mitología griega, Euclea (en griego antiguo Εὔκλεια y en latín Eucleia, «gloria») es un personaje femenino que, según Plutarco, tiene dos variantes locales aún estando relacionadas. 

## Hija de Hefesto
Euclea tiene un nombre parlante, y de esta guisa es la personificación del honor, la gloria y la buena reputación. 
«(I) Seguramente es por eso también por lo que celebran a Hefesto como creador del cielo. Lo asocian a Aglaya, porque engalana (aglaizo) todo el cielo con el abigarramiento de los astros». (II) «Por tal motivo los teólogos [...] hacen nacer de Hefesto y de Aglaya a Euclea (Εὔκλεια, «gloria»), a Eutenea (Ευσθένεια, «estabilidad»), a Eufema (Εὒφημη, «proclamación») y a Filofrósine (Φιλοφροσύνη, «amabilidad»)».

## Hija de Heracles
Plutarco afirma que Euclea era considerada una diosa o una mortal deificada, e hija de Heracles:
«En cuanto a Euclea, la mayoría llama y considera así a Artemisa, pero algunos afirman que fue hija de Heracles y Mirto, hija a su vez de Menecio y hermana de Patroclo, que murió virgen y recibe honores entre los beocios y los locrios. Porque tiene erigido un altar y una estatua en toda plaza pública y le hacen un sacrificio las novias y los novios antes de casarse».
Los plateenses tienen un santuario dedicado a Artemisa Euclea, esto es, Artemisa la gloriosa.